# Club Balonmano Villa de Aranda
Maillots
Actualités
Dernière mise à jour : 1 août 014.
Le CB Villa de Aranda ou Club Balonmano Villa de Aranda est un club espagnol de handball situé dans la ville de Aranda de Duero dans la communauté de la Castille-et-León. Fondé en 2000, le club évolue actuellement en Liga ASOBAL depuis  2012.

## Histoire
Depuis sa fondation en 2000, le club rejoignit l'élite nationale en très peu de temps, passant une saison en 2ª Estatal (D4) et en 1ª Estatal (D3) mais restant tout de même dix saisons en División de Honor Plata (D2).

### Parcours
| Saison    | Niveau | Division                | Poisition |
| --------- | ------ | ----------------------- | --------- |
| 2000–2001 | 4      | 2ª Estatal              | ?         |
| 2001–2002 | 3      | 1ª Estatal              | 6         |
| 2002–2003 | 3      | División de Honor Plata | 2         |
| 2003–2004 | 2      | División de Honor Plata | 11        |
| 2004–2005 | 2      | División de Honor Plata | 9         |
| 2005–2006 | 2      | División de Honor Plata | 6         |
| 2006–2007 | 2      | División de Honor Plata | 9         |

| Saison    | Niveau | Division                | Poisition |
| --------- | ------ | ----------------------- | --------- |
| 2007–2008 | 2      | División de Honor Plata | 4         |
| 2008–2009 | 2      | División de Honor Plata | 6         |
| 2009–2010 | 2      | División de Honor Plata | 12        |
| 2010–2011 | 2      | División de Honor Plata | 10        |
| 2011–2012 | 2      | División de Honor Plata | 5         |
| 2012–2013 | 1      | Liga ASOBAL             | 11        |
| 2013–2014 | 1      | Liga ASOBAL             | 14        |

## Effectif 2014-2015
mis à jour le 4 octobre 2015
| Nº | Nom                        | Nat. | Poste          |
| 01 | Luis Lucia Velasquez       |      | Gardien de but |
| 12 | Javier Santana Herrera     |      | Gardien de but |
| 16 | Rangel Luan Da Rosa        |      | Gardien de but |
| 14 | Javier Muñoz Cabezón       |      | Aile           |
| 15 | Roberto Sánchez Figueroa   |      | Aile           |
| 19 | Victor Megias              |      | Aile           |
| 77 | Guillermo Martín Carazo    |      | Aile           |
| 93 | Manuel García Pascual      |      | Aile           |
| 05 | Ignacio Pecina Tome        |      | Pivot          |
| 06 | Armi Part                  |      | Pivot          |
| 20 | Tomas Moreira              |      | Pivot          |
| 03 | Marc Canyigueral           |      | Arrière        |
| 09 | Juan Luis Ayala            |      | Arrière        |
| 23 | Michail Revin              |      | Arrière        |
| 24 | Matheus Perrella           |      | Arrière        |
| 26 | Oswaldo Dos Santos Maestro |      | Arrière        |
| 33 | Amir Cakic                 |      | Arrière        |